# Ständige Vertretung der Bundesrepublik Deutschland beim Europarat

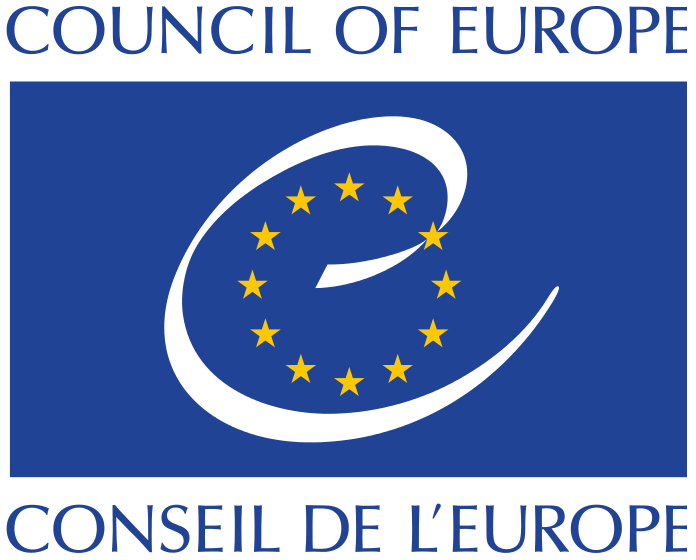
Logo des Europarats

Die Ständige Vertretung der Bundesrepublik Deutschland beim Europarat ist die diplomatische Vertretung der Bundesrepublik Deutschland bei dem Europarat (englisch: Council of Europe, französisch: Conseil de l’Europe) mit Sitz in Straßburg.

## Lage und Gebäude

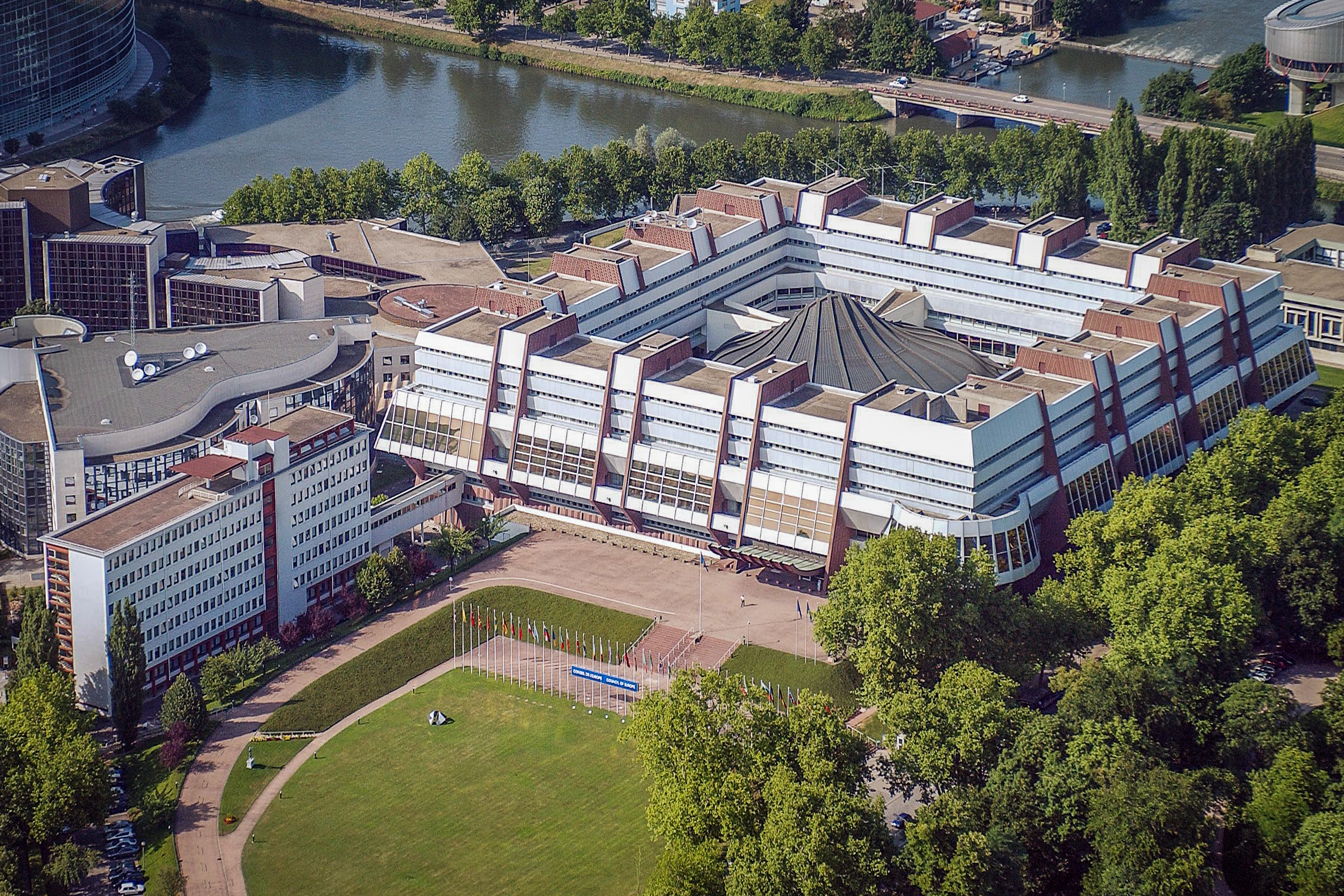
Europapalast, Sitz des Europarates

Die Ständige Vertretung befindet sich nur 1½ km vom Gebäude des Europarats entfernt am Ufer des Flusses Ill im Straßburger Stadtviertel Contades. Die Straßenadresse lautet: 6, Quai Mullenheim, 67000 Strasbourg.
Sie teilt sich ein zweigeschossiges Bürogebäude mit dem Generalkonsulat der Bundesrepublik Deutschland in Straßburg.

## Auftrag und Organisation
Die Ständige Vertretung vertritt die Bundesrepublik Deutschland im Europarat und dessen Gremien (Europäischer Gerichtshof für Menschenrechte, Menschenrechtskommissar, Parlamentarische Versammlung sowie Kongress der Gemeinden und Regionen). Sie beobachtet die Entwicklungen in diesen Organisationen und berichtet darüber an die Bundesregierung. Sie bereitet ferner die hochrangige Teilnahme deutscher Delegierter in der Parlamentarischen Versammlung des Europarates und dem Ministerkomitee des Europarates vor.
Sie stimmt sich zudem mit anderen Vertretungen vor Wahlen innerhalb der Organisationen und vor Beschlussfassungen ab. Sie unterstützt die Durchsetzung deutscher Initiativen oder Vorschlägen anderer Mitgliedstaaten, sofern Deutschland diese mitträgt.
Die Leitung der Ständigen Vertretung liegt bei einem Beamten des Auswärtigen Amts. Der Bedeutung entsprechend ist die Leiterstelle in der Besoldungsgruppe B 6 der Bundesbesoldungsordnung eingestuft.

## Geschichte
Die Ständige Vertretung beim Europarat wurde am 2. November 1954 eröffnet.